# Stephen Clark (Politiker)
Stephen Clark (* 22. Februar 1792; † nach 1857) war ein US-amerikanischer Geschäftsmann und Politiker (Demokratische Partei). Er war von 1856 bis 1857 Treasurer of State von New York.

## Werdegang
Über die Jugendjahre von Stephen Clark ist nichts bekannt. Er lebte in Albany (New York). Am 4. Februar 1818 heiratete er Pamelia Fay (1801–1842). Das Paar bekam fünf Kinder. Er war als Geschäftsmann tätig. In diesem Zusammenhang beteiligte er sich an dem Wiederaufbau der Long Bridge über den Potomac River, welche 1835 eröffnet wurde, und dem Bau der High Bridge in New York City, welche 1848 eröffnet wurde.
Clark bekleidete von 1842 bis 1844 und von 1845 bis 1847 den Posten als Kanalkommissar. Seine erste Wahl erfolgte am 8. Februar 1842 durch die New York State Legislature, als die demokratische Mehrheit die Kommissare der Whig Party ersetzte. Clark und James Hooker, beide non-acting Kommissare, wurden am 6. Mai 1844 ihres Amtes enthoben. Zur weiteren Erläuterung sei folgendes erwähnt: ein non-acting-Kommissar erhielt kein Jahresgehalt, wohingegen ein acting-Kommissar 2.000 US-Dollar pro Jahr erhielt. Clark wurde im November 1844 für eine vierjährige Amtszeit wiedergewählt. Er trat seinen Posten am 3. Februar 1845 an. Seine beiden Amtszeiten war von der Wirtschaftskrise von 1837 überschattet. Infolge der neuen Verfassung von New York aus dem Jahr 1846 musste er seinen Posten in der Folgezeit erneut räumen. Seine Amtszeit endete Ende 1847. Die Folgejahre waren vom Mexikanisch-Amerikanischen Krieg überschattet.
Zu jener Zeit schloss er sich der American Party an. Im November 1855 wurde er zum Treasurer of State von New York gewählt. Dabei besiegte er sowohl den republikanischen als auch den demokratischen Kandidaten. Clark trat am 1. Januar 1856 seinen Posten an. Zu jener Zeit diente der Gouverneur von New York eine zweijährige Amtszeit, gewählt in jedem geraden Jahr, und die Kabinettsmitglieder eine zweijährige Amtszeit, gewählt in jedem ungeraden Jahr. Als Folge davon stand Gouverneur Myron H. Clark, der als Whig gewählt wurde und mittlerweile ein Republikaner war, einer feindlichen Mehrheit in der Erie Canal Commission gegenüber. In jener Zeit war die politische Lage sehr instabil und Parteiregungen nahmen schnell zu. Im Juni 1856 beschloss die Mehrheit der Kanalbehörde, einschließlich des Treasurers Clark, zwei ansässige Ingenieure, welche am Kanal arbeiteten, auszutauschen. Daraufhin wurden die Mitglieder der Kanalbehörde, einschließlich des Treasurers, vom Vizegouverneur von New York Henry J. Raymond und dem State Engineer Silas Seymour einer rechtswidrigen Handlung beschuldigt, sich in die ausschließliche Zuständigkeit des State Engineer eingemischt zu haben. Am 23. Juni 1856 wurde Treasurer Clark durch Gouverneur Clark suspendiert, da die Staatsverfassung eine mögliche Suspendierung des Treasurers ermöglichte, aber keines anderen Staatsbeamten. Bald darauf verfasste der Treasurer einen Brief an den Gouverneur, wo er argumentierte, dass die Kanalbehörde die Befugnisse besäße den State Engineer zu suspendieren und der Treasurer daher nicht suspendiert werden könnte für Handlungen, welche er von Amts wegen her als Mitglied irgendeiner Bundesbehörde ausgeübt hatte, sondern nur für seine Handlungen als Treasurer betreffend öffentlicher Mittel. Als Folge davon wurde seine Suspendierung widerrufen.
Er wurde auf dem Albany Rural Cemetery in Menands (New York) beigesetzt.